# Alexander Meier
Alexander Meier (Buchholz in der Nordheide, 17 de gener de 1983 és un exfutbolista alemany que jugava com a davanter. Va començar com a futbolista al JSG Rosengarten, i va destacar especialment a l'Eintracht Frankfurt.
El gener de 2020, uns dies després d'abandonar el Western Sydney Wanderers, va anunciar la seva retirada com a futbolista.

## Clubs
| Club                     | País      | Any       |
| ------------------------ | --------- | --------- |
| FC St. Pauli             | Alemanya  | 2001-2003 |
| Hamburger SV             | Alemanya  | 2003-2004 |
| Eintracht Frankfurt      | Alemanya  | 2004-2018 |
| FC St. Pauli             | Alemanya  | 2019      |
| Western Sydney Wanderers | Austràlia | 2019-2020 |